# Uremija
Uremija je naziv za povišenje koncentracije ureje u krvi. Urea nastaje razgradnjom bjelančevina u jetri, a izlučuje se bubrezima.
Do povišenja koncentracije ureje u krvi može doći zbog:
- povećane proizvodnje u jetri:
  - dijeta bogata bjelančevinama
  - povećana razgradnja proteina (kirurški zahvat, infekcija, trauma, tumor)
  - krvarenje u probavnom sustavu
  - lijekovi (npr. tetraciklini, kortikosteroidi)
- smanjeno izlučivanje ureje zbog:
  - smanjen protok krvi kroz bubrege (npr. zatajenje srca, hipotenzija)
  - opstrukcija protoka urina

Karakteristična je tamno žučkasta boja kože.
Rani simptomi bolesnika s povišenim vrijednostima ureje mogu uključivati anoreksiju i letargiju, a kasnije komu. 